# Sichon (huyện)
Sichon (tiếng Thái: สิชล) là một huyện (amphoe) của tỉnh Nakhon Si Thammarat, miền nam Thái Lan.

## Địa lý
Huyện nằm ở phía bắc tỉnh. Các huyện giáp ranh (từ phía nam theo chiều kim đồng hồ) là Tha Sala và Nopphitam của tỉnh Nakhon Si Thammarat, Kanchanadit và Don Sak của tỉnh Surat Thani, và Khanom của Nakhon Si Thammarat. Phía đông là vịnh Thái Lan.
Vườn quốc gia Namtok Si Khit nằm ở huyện này.

## Hành chính
Huyện này được chia thành 9 phó huyện (tambon), các đơn vị này lại được chia ra thành 106 làng (muban). Sichon là thị trấn (thesaban tambon) và nằm trên một phần của tambon Khanom. Có 9 Tổ chức hành chính tambon.
| \| STT \| Tên \| Tên tiếng Thái \| Số làng \| Dân số \| \| \| 1. \| Sichon \| สิชล \| 10 \| 14.957 \| \| \| 2. \| Thung Prang \| ทุ่งปรัง \| 16 \| 10.595 \| \| \| 3. \| Chalong \| ฉลอง \| 10 \| 6.374 \| \| \| 4. \| Sao Phao \| เสาเภา \| 16 \| 12.049 \| \| \| 5. \| Plian \| เปลี่ยน \| 14 \| 7.726 \| \| \| 6. \| Si Khit \| สี่ขีด \| 12 \| 9.109 \| \| \| 7. \| Theppharat \| เทพราช \| 13 \| 7.524 \| \| \| 8. \| Khao Noi \| เขาน้อย \| 7 \| 5.195 \| \| \| 9. \| Thung Sai \| ทุ่งใส \| 8 \| 10.452 \| \| | Map of Tambon |                |         |        |  |
| STT | Tên           | Tên tiếng Thái | Số làng | Dân số |  |
| 1. | Sichon        | สิชล            | 10      | 14.957 |  |
| 2. | Thung Prang   | ทุ่งปรัง          | 16      | 10.595 |  |
| 3. | Chalong       | ฉลอง           | 10      | 6.374  |  |
| 4. | Sao Phao      | เสาเภา         | 16      | 12.049 |  |
| 5. | Plian         | เปลี่ยน          | 14      | 7.726  |  |
| 6. | Si Khit       | สี่ขีด            | 12      | 9.109  |  |
| 7. | Theppharat    | เทพราช         | 13      | 7.524  |  |
| 8. | Khao Noi      | เขาน้อย         | 7       | 5.195  |  |
| 9. | Thung Sai     | ทุ่งใส           | 8       | 10.452 |  |